# Sumida Takahiko
Takahiko Sumida (sinh ngày 12 tháng 3 năm 1991) là một cầu thủ bóng đá người Nhật Bản.

## Sự nghiệp câu lạc bộ
Takahiko Sumida đã từng chơi cho Oita Trinita, Gainare Tottori và Grulla Morioka.